# Mumin

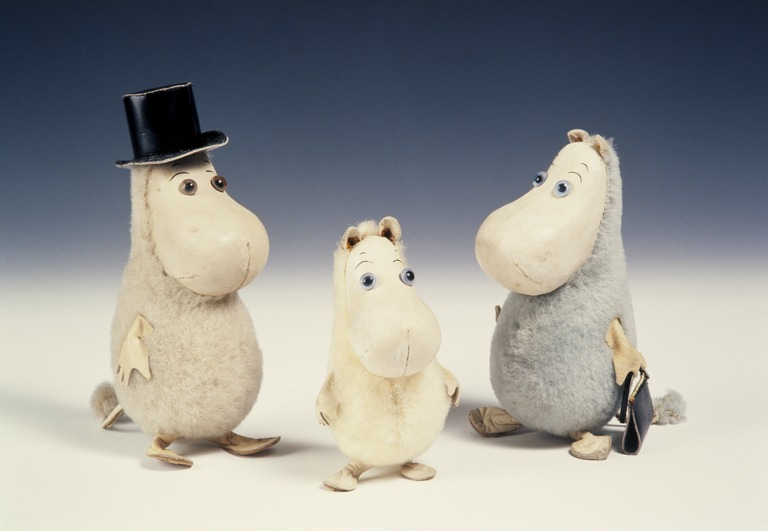
Giocattoli degli anni 1950 raffiguranti i Mumin

I Mumin (in finlandese Muumit) sono personaggi di finzione creati dalla scrittrice ed illustratrice finlandese di lingua svedese Tove Jansson. Dall'aspetto simile ad ippopotami bianchi, abitano nella valle omonima, luogo tranquillo e sicuro, e le loro storie narrano degli eventi che accadono nella valle. In alcuni paesi il nome delle creature è reso come Moomin.
Compaiono in una serie di romanzi e libri illustrati per bambini scritti e disegnati da Tove Jansson fra il 1945 e il 1993. I romanzi vennero originariamente pubblicati in svedese dalla casa editrice finlandese Schlidts e ancora oggi vengono tradotti in oltre 50 lingue. Nel corso degli anni sono stati riadattati in fumetti, cartoni animati, serie televisive, spettacoli teatrali, videogiochi e tanto altro.
I Mumin sono particolarmente popolari nei paesi scandinavi, in Polonia, in Giappone, Corea del Sud e Cina.

## Opere

### I romanzi
I romanzi della serie, in ordine cronologico: 
- Il piccolo troll e la grande pioggia (Småtrollen och den stora översvämningen, 1945), trad. Alessandro Storti, Salani, 2025
- Caccia alla cometa (Kometjakten, 1946), trad. Annuska Palme Larussa Sanavio, Salani, 2002
- Il cappello del Gran Bau (Trollkarlens hatt, 1948), trad. Donatella Ziliotto e Annuska Palme Larussa Sanavio, Salani, 1990
- Le memorie di papà Mumin (Muminpappans bravader, 1950), trad. Annuska Palme Larussa Sanavio, Salani, 2007
- Magia d'estate (Farlig midsommar, 1954), trad. Donatella Ziliotto e Maria Hellström, Vallecchi, 1978 poi come Magia di mezz'estate, Salani, 1990
- Magia d'inverno (Trollvinter, 1957), trad. Donatella Ziliotto, Vallecchi, 1978 poi Salani, 1992
- Racconti dalla valle dei Mumin (Det osynliga barnet, 1962), trad. Donatella Ziliotto e Annuska Palme Larussa Sanavio, Salani, 1995
- Pappan Och Havet, 1965, inedito in italiano
- Sent I November, 1970, inedito in italiano

### Libri illustrati
- E adesso che succede? Un libro su Mimla, il troll Mumin e la piccola Mi (1952)
- Piccolo Knitt tutto solo (1960)
- Den farliga resan (1977, inedito in italiano)
- Skurken i muminhuset (1980, inedito in italiano), libro fotografico con testo dell'autrice
- Visor från Mumindalen (1993)

Nonostante i libri illustrati vengano considerati come delle letture separate dai romanzi, in realtà furono concepiti per coprire buchi narrativi tra un romanzo e l'altro. Per questo motivo, sul sito ufficiale vengono elencati insieme.

### Libri a fumetti
- Mumin e i briganti, Firenze, Black Velvet Editrice, 2010. ISBN 978-88-96197-22-6
- Le follie invernali di Mumin, Firenze, Black Velvet Editrice, 2011. ISBN 978-88-96197-40-0
- Mumin e i marziani, Firenze, Black Velvet Editrice, 2011. ISBN 978-88-96197-67-7
- Mumin e la cometa, Firenze, Black Velvet Editrice, 2012. ISBN 978-88-96197-75-2

## Serie televisive
- Die Muminfamilie (1959)
- Moomin (1969-1970)
- Mumintrollet (1969)
- Shin Moomin (1972)
- La Valle dei Mumin (1973, il doppiaggio italiano è al momento perduto[6])
- Opowiadania Muminków (1977-1982)
- Moominland, un mondo di serenità (1990-1991)
- Tanoshii Mumin Ikka: Boken Nikki (1991-1992)
- Moominvalley (2019-2020)

## Film
- Filifjonkan som trodde på katastrofer (1978)
- Vem ska trösta Knyttet? (1980)
- Mūmindani no Suisei (1992)
- Hur gick det sen? (1993)
- Muumi ja vaarallinen juhannus (2008, film di montaggio da Opowiadania Muminkòw)
- Muumi ja punainen pyrstötähti (2010, film di montaggio da Opowiadania Muminkòw)
- Muumit Rivieralla (2014)
- Muumien taikatalvi (2017, film di montaggio da Opowiadania Mumunkòw)

## Spettacoli teatrali
- Mumintrollet och kometen ("Mumintroll e la cometa", 1949); fu il primo spettacolo teatrale sui Mumin. Esordì nel 1949 al Svenka Teatren di Helsinki. Alla sceneggiatura era presente l'autrice in persona, Tove Jansson, mentre la regia fu affidata a Vivica Bandler. Come fa presuppore il titolo, si basa su Caccia alla Cometa, uscito pochi anni prima.[7]
- Troll i kulisserna ("Troll sulle ali", 1958). Scritto da Tove Jansson e diretto da Vivica Bandler, presenta le musiche di Erna Tauro. Nel cast appaiono per la prima volta Lasse Pöysti nel ruolo di Troll Mumin e Birgitta Ulfsson nel ruolo di Emma.[8] Sia Tauro, che Pöysti e Ulfsson ricompariranno spesso negli spettacoli successivi.
- Crash (1963, perduto). Scritto da Lars Jansson con sfondi, canzoni e costumi realizzati da Tove Jansson, musiche di Erna Tauro e regia di Vivica Bandler e Kirsten Sørlie. Crash viene descritta come "una commedia anti-Mumin", vista l'assenza dei personaggi principali e una comicità per un pubblico adulto. Lo spettacolo è ambientato nella Valle Dei Mumin e le dramatis personae rappresentano lo stesso stile di vita anticonformista e disordinato dei Mumin. La storia, però, ruota intorno alla tensione tra il mondo libero della Valle e le persone conformiste della società contemporanea.[9] Nel cast ritornano, con ruoli diversi, Lasse Pöysti (Borgmästare) e Birgitta Ulfsson.

## Personaggi
- Troll Mumin (svedese Mumintrollet, finlandese Muumipeikko)
- Mamma Mumin (Muminmamman, Muumimamma)
- Papà Mumin (Muminpappan, Muumipappa)
- Piccola Mi (Lilla My, Pikku Myy)
- Grugnina (Snorkfröken, Niiskuneiti)
- Figlia di Mimla (Mymlans dotter, Mymmelin tytär)
- Sniff (Sniff, Nipsu)
- Tabacco (Snusmumriken, Nuuskamuikkunen)
- Carabattola (Joxaren, Juksu)
- Fredrikson (Fredrikson, Fredrikson)
- Mimla (Mymlan, Mymmeli)
- Emula (Hemulen, ?)
- Emulo? (Hemulen, Hemuli)
- zia dell'Emula (Hemulens moster, Hemuli-täti)
- Girotondo (Rådd-djuret, Hosuli)
- Placida (Sås-djuret, Sosuli)
- Edoardo Dragonato (Dronten Edward, Drontti Edvard)
- Tassi di roccia (klippdassar, tahmatassut)
- Meles Rock (Klippdassen, Tahmatassu)
- Morra (Mårran, Mörkö)
- Fungarelli (Hattifnattar, Hattivatit)
- L'Orrido, fantasma (Spöket, aave)
- Autorè (Självhärskaren, ?)
- La nave Orchessa Marina (Haffsårkestern, Merenhuiske)